# Mein Name ist Eugen
Mein Name ist Eugen ist ein Schweizer Jugendbuch-Klassiker des Berner Pfarrers und Gemeindepolitikers Klaus Schädelin aus dem Jahr 1955.

## Entstehung
Unter seinem Pfadfindernamen «Gockel» veröffentlichte Schädelin im Mitteilungsorgan «Hallo» seiner Abteilung, dem Pfadicorps Patria, hin und wieder seine Gockel-Geschichten unter dem Namen «Die vom Schicksal Schwergeprüften». Sein Vater, der Münsterpfarrer und Theologieprofessor Albert Schädelin, zeigte diese 1954 Otto Salomon, dem Leiter des damaligen Zwingli-Verlages in Zürich. Dieser überzeugte Schädelin, seine Geschichten als Buch herauszugeben. Ende Mai 1955 reichte er das Typoskript ein, damals noch unter dem Namen Wrigley, neben Eugen die Hauptperson des Buches.
Das Buch erschien zum Weihnachtsverkauf 1955, nun unter dem Titel Mein Name ist Eugen. Schon Anfang Dezember war die erste Auflage vergriffen, eine zweite von 5000 Exemplaren wurde eilends nachgedruckt.
Illustriert wurde das Buch vom Kunsthistoriker Rudolf Schnyder (1931–2015, Leiter der Abteilung Keramik am Schweizerischen Landesmuseum in Zürich, Extraordinarius an der Universität Zürich). Rudolf Schnyder lebte als Student als Untermieter in Schädelins Pfarrhaus und wurde von ihm gebeten, das Buch zu illustrieren.

## Inhalt
Die Handlung beginnt in Bern, wo der Ich-Erzähler Eugen Pfister, Franz «Wrigley» Stalder, Eduard und Bäschteli allerlei Streiche aushecken. Eugen und Wrigley wohnen an der Herrengasse in der Berner Altstadt, wo auch Schädelin lebte. Wrigley soll in einzelnen Episoden dem späteren deutschen Bundespräsidenten Richard von Weizsäcker nachempfunden sein, der gemeinsam mit Klaus Schädelin das Gymnasium Kirchenfeld besuchte. Immer wieder schweift der Erzähler von der eigentlichen Geschichte ab, um mit einem «Und das kam so:» ein Abenteuer aus früherer Zeit zu erzählen. Einzelne Szenen spielen an existierenden Plätzen, zum Beispiel beim Welttelegrafen-Denkmal oder im Historischen Museum Bern.
Dann verlagert sich die Handlung in den Kanton Tessin, wo die vier Freunde an einem Pfadfinderlager teilnehmen. Nach Differenzen mit dem Lagerleiter machen sie sich mit Fahrrädern auf den Weg nach Zürich, um dort Fritz Bühler zu besuchen, den einstigen König der Lausbuben. Nach zahlreichen Schwierigkeiten finden sie ihn auch, werden aber von der Polizei erwischt und zurück nach Bern geschickt. Eugens Erzählung endet mitten in einem Satz, vorgeblich weil sein Lehrer das Manuskript in seinem Pult entdeckt hat.
Die Sprache imitiert bewusst den Schulaufsatz-Stil eines Zwölfjährigen und ist gespickt mit Helvetismen.

## Rezeption
Die Reaktionen auf Mein Name ist Eugen waren geteilt. Einer der ersten zahlreichen begeisterten Leser des Buches war Schädelins einstiger Lehrer, der Theologe Karl Barth. Die Schweizerische Lehrerzeitung hingegen warnte im August 1956 unter dem Titel «An der Grenze zu Kitsch und Schund» vor dem verderblichen Einfluss auf die Jugend und lehnte es entschieden ab.

## Ausgaben
Innerhalb eines Jahrzehnts verkaufte sich das Buch 54’000 Mal und wurde damit zum meistverkauften Schweizer Kinderbuch nach Johanna Spyris Heidi. Mittlerweile ist das Buch bei der 34. Auflage (>250. Tsd.) angelangt.
Um das Buch für Leser aus Deutschland verständlicher zu machen, wurde bei späteren Ausgaben ein Glossar angefügt, in dem schweizer- oder berndeutsche Ausdrücke erklärt werden. Vereinzelt wurden auch Dialektausdrücke im Text eingedeutscht: Wurde Bäschteli in den ersten Ausgaben noch «Höseler» genannt, hiess er später «Milchkind».
Anlässlich des 70-jährigen Jubiläums erschien 2025 eine Sonderausgabe, in der Rudolf Schnyders ursprünglich schwarz-weisse Illustrationen erstmals koloriert wurden.
- Mein Name ist Eugen. TVZ, Zürich 30. A. 2009, ISBN 978-3-290-11470-1
- Sonderausgabe zum 70-jährigen Jubiläum: «Mein Name ist Eugen». TVZ, Zürich. 2025, ISBN 978-3-290-18708-8

## Verarbeitungen
- Eine erste Hörbuch-Ausgabe, gelesen von Ueli Beck, erschien 1982 als MC im Theologischen Verlag Zürich: Mein Name ist Eugen. Vier Episoden, gelesen von Ueli Beck und mit Musik von Emil Moser. 1 Audio-CD. Zürich 2004, ISBN 3-290-17350-X
- Eine zweite (vollständige) Hörbuch-Ausgabe, gelesen von Bruno Kaspar, erschien 2005 im TVZ: Mein Name ist Eugen. Lesung. 4 Audio-CDs, 240 Min., Zürich 2005, ISBN 3-290-17389-5
- 1999 erschien Mein Name ist Eugen unter dem Titel Mani sauc Eižens im Verlag Spriditis, Riga, auf Lettisch.
- 2004 wurde das Buch ebenfalls unter dem Titel Mein Name ist Eugen (Film) verfilmt.
- 2016 wurde in der Maag Music Hall in Zürich Mein Name ist Eugen (Das Musical) uraufgeführt